# کنلیت
کنلیت  (به انگلیسی: Connellite) با فرمول شیمیایی Cu19 [Cl4(OH)32 - SO4].2H2O از مجموعه کانی هاست و اسم یک شیمیدان اسکاتلندی A.Connell است.   از نظر شکل بلور: منشوری - آسیکولار، رنگ: سبز متمایل به آبی و آبی روشن، شفافیت: نیمه شفاف، جلا: شیشه ای، رخ: ندارد، سیستم تبلور: هگزاگونال و در رده‌بندی سولفات است  و منشأ تشکیل آن ثانوی است.
همایند کانی‌شناسی (پارانژ) آن - آزوریت- برشانیت- مالاکیت است
، از نظر ژیزمان بلوری - اگرگات درخشنده الیافی کمیاب است و بیشتر در آلمان غربی، بریتانیای کبیر، ایتالیا و آمریکا یافت می‌شود.

## منبع
- پردیس کشاورزی ایران